# Solmissus incisa
Solmissus incisa is een hydroïdpoliep uit de familie Cuninidae. De poliep komt uit het geslacht Solmissus. Solmissus incisa werd in 1886 voor het eerst wetenschappelijk beschreven door Fewkes. 